# Danh sách phim TVB năm 2001
Đây là danh sách phim truyền hình do TVB phát hành hoặc phát sóng năm 2001.
| Công chiếu             | Tên phim                        | Tên phim tiếng Anh                | Số tập | Diễn viên chính | Thể loại            | Ghi chú         | Website                                                               |
| ---------------------- | ------------------------------- | --------------------------------- | ------ | --- | ------------------- | --------------- | --------------------------------------------------------------------- |
| 1/01- 2/02             | Sóng gió phim trường            | Screen Play                       | 25     | Âu Dương Chấn Hoa, Đặng Tụy Văn, Tạ Thiên Hoa, May Kwong, Uyển Quỳnh Đan                                                                                                 | Hiện đại            |                 | Official website Lưu trữ ngày 5 tháng 3 năm 2016 tại Wayback Machine  |
| 15/01- 9/02            | Hương sắc cuộc đời              | Colourful Life                    | 20     | Lâm Văn Long, Văn Tụng Nhàn, Mai Tiểu Huệ, Trịnh Trung Cơ, Quách Thiểu Vân, Tô Ngọc Hoa, Hồ Hạnh Nhi                                                                     | Cổ trang            |                 | Official website Lưu trữ ngày 12 tháng 6 năm 2008 tại Wayback Machine |
| 5/02- 6/04             | Sóng gió cuộc đời               | Reaching Out                      | 45     | Lâm Gia Đống, Quách Khả Doanh, Trần Hạo Dân, Diệp Tuyền, Trần Kiện Phong, Trương Sân Duyệt                                                                               | Hiện đại            |                 | Official website Lưu trữ ngày 5 tháng 3 năm 2016 tại Wayback Machine  |
| 10/02                  | Đội điều tra liêm chính 2000    | The ICAC Investigators 2000       | 5      | Lưu Tùng Nhân, Ngô Mỹ Hành, Lôi Tụng Đức, Melvin Wong, Mã Đức Chung, Lưu Khải Uy, Lâm Phong                                                                              | Hiện đại            |                 | Official website Lưu trữ ngày 23 tháng 5 năm 2011 tại Wayback Machine |
| 12/02                  | Tiểu Bảo và Khang Hy            | The Duke of Mount Deer            | 40     | Trương Vệ Kiện, Đàm Diệu Văn, Lâm Tâm Như, Chu Nhân, Trần Pháp Dung | Cổ trang            | Phim Trung Quốc | Official website Lưu trữ ngày 8 tháng 2 năm 2012 tại Wayback Machine  |
| 26/03                  | Dragon Hall                     | Dragon Hall                       | 60     | Chang Feng Yi, Ngô Gia Lệ, Trần Tiểu Xuân, Triệu Học Nhi | Hiện đại            | Phim Trung Quốc |                                                                       |
| 9/04- 1/06             | Rồng nam phượng bắc             | Kung Fu                           | 40     | Huỳnh Nhật Hoa, Lương Tranh, Lau Kam-Ling, Quách Chính Hồng | Cổ trang, Kiếm hiệp |                 | Official website Lưu trữ ngày 3 tháng 3 năm 2016 tại Wayback Machine  |
| 9/04- 1/06             | Đường đua ác liệt               | On the Track or Off               | 40     | Mã Tuấn Vỹ, Thái Thiếu Phân, Triệu Học Nhi, Lâm Văn Long, Thạch Tu | Hiện đại            |                 | Official website Lưu trữ ngày 20 tháng 5 năm 2007 tại Wayback Machine |
| 9/04- 26/05            | Ỷ Thiên Đồ Long ký 2000         | The Heaven Sword and Dragon Saber | 37     | Ngô Khải Hoa, Lê Tư, Xa Thi Mạn, Đằng Lệ Danh, Giang Hân Yến, Lưu Tùng Nhân, Mễ Tuyết                                                                                    | Cổ trang, Kiếm hiệp |                 | Official website Lưu trữ ngày 10 tháng 6 năm 2008 tại Wayback Machine |
| 28/05                  | Tân dòng sông ly biệt           | Romance in the Rain               | 40     | Tô Hữu Bằng, Triệu Vy, Lâm Tâm Như, Cổ Cự Cơ | Hiện đại            | Phim Đài Loan   |                                                                       |
| 4/06                   | Ngộ Không truyện: Tử Hà tiên tử | A Taste of Love                   | 25     | Ngô Khải Hoa, Trần Tuệ San, Lâm Phong, Dương Thiên Hoa, Đằng Lệ Danh, Mã Đức Chung                                                                                       | Hiện đại            |                 | Official website Lưu trữ ngày 10 tháng 6 năm 2016 tại Wayback Machine |
| 4/06                   | Danh gia vọng tộc               | Da Zhai Men                       | 74     | Guo Bao Chang | Hiện đại            | Phim Trung Quốc |                                                                       |
| 9/07- 18/08            | Lực lượng phản ứng 3            | Armed Reaction III                | 32     | Âu Dương Chấn Hoa, Đằng Lệ Danh, Ngụy Tuấn Kiệt, Thái Thiếu Phân | Hiện đại, Hành động |                 | Official website Lưu trữ ngày 3 tháng 3 năm 2016 tại Wayback Machine  |
| 9/07                   | Đại náo Kim Các tự              | Smart Kid                         | 30     | Trương Vệ Kiện, Lý Băng Băng, La Gia Anh, Hà Mỹ Điền | Cổ trang            | Phim Trung Quốc |                                                                       |
| 23/07                  | Đắc Kỷ Trụ Vương                | Gods of Honour                    | 40     | Trần Hạo Dân, Ôn Bích Hà, Tiền Gia Lạc, Diệp Tuyền, Uyển Quỳnh Đan | Cổ trang, Kiếm hiệp |                 | Official website Lưu trữ ngày 4 tháng 3 năm 2016 tại Wayback Machine  |
| 20/08- /09/13          | Bảy chị em                      | Seven Sisters                     | 26     | La Gia Lương, Xa Thi Mạn, Giang Hoa, Hướng Hải Lam, Văn Tụng Nhàn | Cổ trang            |                 | Official website Lưu trữ ngày 5 tháng 3 năm 2016 tại Wayback Machine  |
| 17/09- 12/10           | Vượt qua thử thách              | In the Realm of Success           | 20     | Mã Tuấn Vỹ, Trần Tùng Linh, Đường Văn Long, Diêu Gia Ni | Hiện đại            |                 | Official website Lưu trữ ngày 27 tháng 4 năm 2016 tại Wayback Machine |
| 17/09/2001- 28/12/2002 | Gia đình vui vẻ                 | Virtues of Harmony                | 322    | Tiết Gia Yến, Lâm Văn Long, Liêu Bích Nhi, Tạ Thiên Hoa, Mai Tiểu Huệ, Uyển Quỳnh Đan, Triệu Học Nhi, Joyce Chen, Nguyễn Triệu Tường, Xa Uyển Uyển, Lưu Đan, Lưu Khải Uy | Cổ trang, Hài kịch  |                 | Official website Lưu trữ ngày 25 tháng 4 năm 2016 tại Wayback Machine |
| 24/09                  | Câu chuyện của ngày xưa         | The Awakening Story               | 25     | Uông Minh Thuyên, Lưu Tùng Nhân, Trương Khả Di, Mã Đức Chung, Tô Ngọc Hoa, Dương Di, Đặng Kiện Hoằng                                                                     | Hiện đại            |                 | Official website Lưu trữ ngày 30 tháng 1 năm 2008 tại Wayback Machine |
| 15/10                  | Cỗ máy thời gian                | A Step into the Past              | 40     | Cổ Thiên Lạc, Tuyên Huyên, Quách Thiện Ni, Lâm Phong, Giang Hoa, Đằng Lệ Danh                                                                                            | Cổ trang            |                 | Official website Lưu trữ ngày 26 tháng 4 năm 2016 tại Wayback Machine |
| 22/10- 22/12           | Hương đồng gió nội              | Country Spirit                    | 42     | Lâm Gia Đống, Xa Thi Mạn, Đặng Tụy Văn, Mã Đức Chung, Tần Bái | Lịch sử             |                 | Official website Lưu trữ ngày 5 tháng 3 năm 2016 tại Wayback Machine  |
| 10/12                  | Bí mật Hổ phách Quan âm         | Chor Lau Heung 2001               | 35     | Nhậm Hiền Tề, Lâm Tâm Như, Lê Tư, Dương Cung Như, Lê Diệu Tường, Trương Vệ Kiện, Trần Pháp Dung, Ngô Mạnh Đạt, Trịnh Y Kiện, Trần Hiểu Đông                              | Cổ trang            | Phim Trung Quốc | Official website Lưu trữ ngày 3 tháng 6 năm 2012 tại Wayback Machine  |
| 24/12                  | Cảnh sát hình sự                | Law Enforcers                     | 20     | Quách Tấn An, Trương Gia Huy, Mã Đức Chung, Hứa Thiệu Hùng | Hiện đại            |                 | Official website Lưu trữ ngày 6 tháng 6 năm 2012 tại Wayback Machine  |